# Zubieta
Zubieta är en kommun i Spanien.   Den ligger i provinsen Provincia de Navarra och regionen Navarra, i den nordöstra delen av landet, 300 km nordost om huvudstaden Madrid. Antalet invånare är 295. Arean är 18,6 kvadratkilometer.
Terrängen i Zubieta är kuperad.